# Jean-Pierre Bassène
Jean-Pierre Bassène (Essyl, Senegal, 1 de agosto de 1951) é um clérigo senegalês e bispo católico romano de Kolda.
Jean-Pierre Bassène recebeu o Sacramento da Ordem em 11 de abril de 1980.
Em 22 de dezembro de 1999, o Papa João Paulo II o nomeou o primeiro bispo da Diocese de Kolda, que foi criada na mesma data. O bispo emérito de Ziguinchor, Augustin Sagna, o consagrou bispo em 29 de abril de 2000; Os co-consagradores foram o Arcebispo de Abidjã, Bernard Agré, e o Arcebispo de Conacri, Robert Sarah.
Em 5 de agosto de 2017, o Papa Francisco também o nomeou Administrador Apostólico de Tambacounda para a vacância da Sé até 6 de fevereiro de 2022.